# Corozal (Colombia)
Corozal es un municipio de Colombia ubicado en el departamento de Sucre. Según el censo de 2022, tiene una población de 71. 548 habitantes.
Forma parte de la región Caribe de Colombia y de la subregión geográfica Sabanas. Es conocida como "la perla de la sabana" ; por ser el municipio más poblado de esta área del departamento; es considerado el más importante de esta zona de Sucre.
La distancia existente entre el municipio de Corozal y Sincelejo, la capital del departamento, es de 13 kilómetros, y con los municipios de Los Palmitos y San Juan de Betulia, de solo 8 km.
En Corozal se encuentra el Aeropuerto Las Brujas, que sirve a Corozal , a toda la región sabanera del departamento de Sucre y el centro del departamento de Bolívar.

## Toponimia
El topónimo de Corozal viene del fruto de la palma de corozo o de lata que era muy abundante en esta zona, y que produce un fruto pequeño, esférico, de color rojo intenso, que brota en gajos y que se utiliza para la preparación de jugos, chicha, vino, dulce y jabones.

## Historia

### San José de Pileta
Antes de la llegada de los españoles, el territorio donde se fundaría San José de Pileta estaba habitado por aborígenes del pueblo zenú, encabezados por el cacique Piletón. El poblado de San José de Pileta fue fundado entre los años 1640 y 1680; el señor Simón Cárdenas y la señora Margarita Arébalo fueron los primeros en instalarse en este lugar. Poco después llegaron otras familias que introdujeron el ganado vacuno y las semillas para cultivar.
San José de Pileta era ya un asentamiento sólido hacia el año 1700; ese primer poblado era parte del interior de las Sabanas de la entonces Provincia de Cartagena de Indias, en el Nuevo Reino de Granada.

### Fundación de Corozal
El párroco de la feligresía de San José de Pileta era el presbítero Juan Antonio Aballe y Rumay, que preocupado por la aridez del suelo de la localidad, propuso el traslado de la población hacia otro lugar con mejores condiciones. Al llegar el capitán Antonio de la Torre y Miranda, se le comunica la propuesta, la cual la acoge y toma la iniciativa de reubicar el poblado. Para ello, se hacía necesario que el gobernador de la provincia de Cartagena, don Juan de Torrezar Díaz Pimienta, expidiera una orden, que fue concedida en el año de 1770. Se efectuó, entonces, la negociación del terreno, comprando parte del Hato Corozal, perteneciente al capitán del ejército español Don Juan González de Sierra, en donde comenzó a construirse la nueva población.
Sin embargo, fue hasta el 16 de noviembre de 1776 que Antonio de la Torre y Miranda dio inicio a la organización política y administrativa del nuevo núcleo urbano, repartiendo solares a 473 familias, trasladando los ornamentos e imágenes de los santos de la ermita de Pileta, trazando la cuadrícula de las calles y ubicando la plaza principal, la iglesia y la casa fuerte. Posteriormente, trasladado a su actual ubicación por De La Torre el 8 de diciembre de 1776.
El auge y florecimiento que adquirió la población trajo consigo una inmigración de pobladores de Santamaría, Cartagena, Mompox y Zaragoza que fortalecieron el crecimiento económico, social, cultural y urbanístico, reemplazando las construcciones de paja por recias construcciones de arquitectura castellana.
Hasta la creación del departamento de Sucre, el 30 de marzo de 1967, Corozal fue considerada la segunda ciudad del departamento de Bolívar. En la actualidad ocupa el segundo lugar en el departamento de Sucre.

## Geografía

### Extensión
El municipio de Corozal tiene 203.4 km², que, en relación con la extensión del departamento, equivale a un 1.84% de la superficie departamental.

### Localización
Se encuentra localizado en la región noreste del departamento de Sucre, a una altitud de 174 m s. n. m.

### Límites
El Municipio de Corozal tiene los siguientes límites:
- Norte: con los municipios de Morroa y Los Palmitos.
- Sur: con el municipio de El Roble.
- Oriente: con los municipios de San Juan de Betulia y Sincé.
- Occidente: con los municipios de Sampués y Sincelejo.

## División Político-Administrativa
Su Cabecera municipal cuenta con perímetro establecido en 418,39 ha dividido en 64 barrios. Corozal tiene bajo su jurisdicción los siguientes Centros poblados:

- Calle Nueva
- Cantagallo
- Chapinero
- Don Alonso
- El Mamón
- Hato Nuevo
- Hato Viejo
- Las Brujas
- Las Llanadas
- Las Palmas
- Las Peñas
- Las Tinas
- Milán
- Palmasola
- Rincón de las Flores
- San José de Pileta
- Villanueva

## Símbolos

### Himno de Corozal
| Coro Salve Perla de la Sabana Salve, salvé Salve Perla incomparable Salve, salvé Todos tus hijos Fieles vasallos Hoy rendidos Te aclaman Y en este himno Todo su amor te consagran | I Cual soberana Perla de estacas En un valle ameno De altivas palmas, Ellas te ofrecen Jugoso alimento y...te abanican gentil princesa. | II Ríos y dos mares Perlas te desgranan Perla enriquecerte, Oh mi Patria Amada Más hay una perla Digna de tu gloria Es... “Corozal”. La Perla más preciada | III Si el héroe mártir Y el saber de un hombre Crea y eterniza Su existencia toda, Sin fin te proclaman Tus...estudios Y gallardos hijos |

## Medio ambiente

### Flora
De acuerdo con las zonas de vida establecidas por Holdridge, quien toma para dicha clasificación los factores climáticos de temperatura, precipitación y humedad, en el municipio de Corozal se presenta la formación ecológica de bosque seco tropical, teniendo en cuenta que los factores de la edáfica y la disponibilidad de agua influyen sobre algunos características de la vegetación predominante.
La flora ha sufrido fuertes variaciones en lo referente a la composición, densidad y distribución, debido a la destrucción de los bosques por el ser humano para dedicarlos a labores agropecuarias; de igual manera existe una gran variedad de especies vegetales que sirven de alimento a algunos animales de la región.
La problemática de las formaciones vegetales, empieza con el establecimiento de grandes fincas con fines de pastoreo y agrícola, para lo cual se taló y quemó indiscriminadamente el bosque; luego aparece una tala selectiva sobre especies vegetales que por sus características excepcionales son preferidas para la construcción de casas y fabricación de muebles como caracolí, campano, cedro, roble, entre otros.
Con la llegada de la reforma agraria, el Incora (Instituto Colombiano de la Reforma Agraria) comienza un proceso de parcelamiento de la tierra, el cual incrementa la presión sobre las formaciones vegetales, aunque esta vez con fines predominantemente agrícolas.
En la actualidad, a pesar de que se sigue dando tala y quema, éstas han disminuido ante los pobres resultados de los cultivos. Conviene resaltar que existen especies en vía de extinción como: roble, hoja menudo, trébol, polvillo, guayacán, bálsamo rojo, vara de humo, ceiba bongo, ceiba blanca, cedro, campano, caracolí y guamo.

### Fauna
A pesar de la ampliación de la frontera agrícola, en Corozal aún se conserva algún área de bosque natural que sirve de abrigo a un sinnúmero de especies faunísticas nativas. Algunas especies se encuentran en vía de extinción como: ardilla, armadillo, guartinaja, conejo, mono colorado, camaleón, iguana, lobo pollero, canario, loro perico y guacamaya, entre otros.
Tradicionalmente, los usos más frecuentes que la comunidad da a las especies faunísticas son las de fuente alimenticia, ornamental y algunas como mascotas.
La fauna en la actualidad presenta una seria problemática por el vertimiento de residuos y desechos sólidos. Además, la caza sobre las especies de oferta alimenticia, aunque ha disminuido, se sigue practicando de manera fortuita, y se mantiene, aunque en mínima cantidad, la caza para uso ornamental y de mascotas.
Algunos animales son considerados dañinos por su frecuente ataque a los cultivos. Es el caso de los ñeques que atacan a los cultivos de yuca, y de algunas aves como los loros y las cotorras que se alimentan de maíz y de los mochuelos de arroz. Otros animales como las serpientes mapanás son considerados peligrosos por el veneno de sus mordeduras.

### Hidrografía
El municipio de Corozal se encuentra bañado por una serie de arroyos y cañadas que se manifiestan como fuentes de agua superficiales temporales, las cuales corren impetuosamente después de cada episodio de lluvia, causan erosión por el grado de desnudez presentada tras la previa deforestación total de las microcuencas. En época de invierno se encuentran aguas superficiales en forma de represas y jagüeyes. Entre las fuentes de agua que se dan en forma temporal se pueden mencionar:
- Arroyo Grande de Corozal: nace en el Cerro de San Antonio (municipio de Sincelejo) y desemboca en el Caño de Santiago Apóstol. Se ubica en la parte norte de Corozal, se desplaza primero hacia el oriente y, luego hacia el suroriente para desembocar en el caño antes mencionado. En su recorrido pasa por la parte sur del casco urbano del municipio, recibiendo afluentes y constituyendo la microcuenca del Arroyo Grande.

- Arroyo La Dorada: nace en la parte central del municipio, en el corregimiento de Chapinero (Hacienda el Socorro); su recorrido es de sur a occidente. Es el arroyo más caudaloso, y su recorrido conlleva grandes desbordamientos en el corregimiento de Chapinero, los cuales son utilizados como almacenamiento de agua en estanques y jagüeyes para bebederos de animales y el consumo humano.

- Arroyo La Laguna: ubicado al suroccidente de Corozal, nace en el corregimiento de Chapinero (Villa Ruby), se prolonga hacia el suroriente, siendo afluente del Arroyo Grande que desemboca en el río San Jorge.
- Arroyo el tigre: nace en corregimento de Don alonso, en hacienda toronto, se prolonga hacia vereda callenueva para desembocar posteriormente en arroyo canoas en santa ines de palito, en rivera de este pequeño arroyo sirve refugio para especies amenazadas como serpientes, iguanas, hicoteas, conejo, tigrillo y otras aves

#### Espejos de agua
La Boca del Caño, La Poza de las Mujeres, Poza San Diego, Poza del Miedo, El Reventón, Laguna Grande, El Raicero, Los Chipes, Poza de los Músicos y Las Cachimbas.
Debido a la falta de infraestructura con relación a las basuras en la zona urbana (consecuente con el crecimiento poblacional desordenado en la periferia municipal), y por no contar con un área disponible para la disposición de los desechos en el actual relleno sanitario; se puede observar que, en época de invierno, los habitantes arrojan las basuras indiscriminadamente en lotes, vías y en corrientes temporales, teniendo como destino final el Arroyo Grande de Corozal. Al mismo tiempo, esto ocasiona contaminación del medio ambiente y la consecuente proliferación de enfermedades infecto-contagiosas, basureros clandestinos, contaminación visual del paisaje y olores indeseables. Esta problemática requiere de la construcción de un nuevo relleno sanitario con capacidad mayor y técnicas específicas que permitan el manejo de las 5253 toneladas anuales de basuras recolectadas en el municipio.

## Economía
Históricamente, el sector agropecuario es la base económica fundamental del Municipio. La actividad agrícola se concentra básicamente en cultivos tradicionales, en alguno de los cuales se utilizan técnicas tradicionales y otros son cultivos comerciales. La agricultura se estima en 2388.24 ha en cultivos transitorios y anuales, 9897 ha en ganadería y en rastrojos y áreas indirectamente productivas 8041.77 ha. 
El subsector pecuario, se fundamenta en la explotación de bovinos de doble propósito (2, lechería especializada (2, sistema de cría y levante. El inventario de ganado del Municipio se estimó en 44 226 animales distribuidos en 9089 vacas de ordeño, 7890 machos y 27 247 hembras. La producción lechera se estimó para 1998 en 33 817 380 L de leche, para una producción diaria de 18 178 L.
Otras especies pecuarias existentes en el Municipio son, porcinos (7408), caballar (2100), mular (135), asnal (1350), ovina (1460), caprina (85), aves de postura (35 400), pollos (45 000).
Existen 9 granjas avícolas con 13 000 gallinas ponedoras y 10 000 pollos de engorde.
En la actualidad no existen cultivos de especies piscícolas ni estanques en funcionamiento, pero se ha trabajado con especies como Tilapia, Cachama y Bocachico en represas.
En cuanto a la inversión a este sector realizada por el Municipio se puede decir que para 1999 solo se hizo un aporte de $ 8 000 000  programados para granjas pecuarias y estanques piscícolas.
Además de lo anterior, se puede decir que en el Municipio existen áreas de malezas, rastrojos y bosques naturales como se mencionó en el uso actual del suelo en apartes anteriores.
Para el análisis del sector agropecuario, se tuvo en cuenta el diagnóstico realizado en las mesas de trabajo que en resumen constituye la fuente primaria de la problemática agropecuaria.
Hoy existen grandes producciones avícolas, como se dan en Hacienda San Ángel del Sr. Cheyo Pollo Badel, hombre querido y entusiasta de la región.

## Cultura y tradiciones
La ciudad de Corozal, fundada en 1775, se ha convertido en centro de importantes tradiciones, fiestas y creencias. Los títulos de la ciudad son: LA PERLA DE LAS SABANAS, LA CIUDAD DE LOS PROFESIONALES, CIUDAD DE LAS CUARENTA Y CINCO MIL SONRISAS y COROZAL, FÁCIL DE VISITAR, DIFÍCIL DE OLVIDAR.

### Leyendas
- La Diabla del cerro La Macarena: Este espanto de La Macarena (barrio de la ciudad), en las noches salía a asustar a quienes pasaba por el sector.

- El Julián del otro mundo: Se cuenta que es un bebedor de ron que sale por las noches a pedir esta bebida, y que golpea de modo salvaje al que no se la da.

### Fiestas
Tradicionalmente Corozal festeja el día 8 de diciembre como una de las fechas más especiales para todo aquel que haya nacido allí, ya que se celebra el día patronal de la Virgen de la Inmaculada Concepción, en donde familias de renombre participan colaborando con la parroquia San José de Corozal en la procesión de la imagen y quema de juegos pirotécnicos. Otra actividad muy tradicional es el Rosario de Aurora.
Luego de las festividades de fin de año se da inicio a la fiesta popular más grande de la región Sabanera, el Carnaval de Corozal, en donde el pueblo afianza su identidad cultural y da rienda suelta a la diversión.
Después de estas fiestas llega el Miércoles de Ceniza, que indica el inicio de la Cuaresma, previo a la Semana Santa, y la repetición de dulces caseros y chicha, que se reparte entre vecinos, familiares y amigos. También el 16 de julio de cada año es otra fecha muy tradicional entre corozaleros por festejar el día sacro de la Virgen del Carmen, y el 2 de noviembre se conmemora un día de recuerdos y visitas a nuestros antepasados y ancestros ya desaparecidos en el cementerio central de la ciudad.

#### Carnaval de Corozal
En Corozal se dio inicio a estas fiestas en el año de 1967, ésta fue una idea del abogado y periodista William Araujo Everts y que el día 19 de enero en las instalaciones del antiguo colegio "Parque Infantil Aníbal Badel" del profesor e historiador Rafael Pérez CH. Tal como lo escribió para el periódico El Universal de Cartagena, con el título "Corozal festeja sus primeros carnavales" y fechado el 28 de enero de 1967. A esta gran idea se sumaron muchos corozaleros amantes del folclor y la cultura, uno de ellos el doctor José Barrios Salcedo, quien fue el presidente del primer carnaval. La noticia corrió por todo el pueblo y la comarca sucreña porque ese mismo año el 1 de marzo tomó vida jurídica el Departamento de Sucre.
El doctor Araujo en su artículo manifiesta que en ese carnaval salieron a concursar seis (6) candidatas, las cuales representaban a diferentes barrios de la hidalga ciudad de Corozal, y fueron: Amparo Contreras por el barrio San Miguel Elcy de la Rosa representante del barrio San José; Hortensia Pérez por4 el barrio San Francisco; Socorro Hernández quien representó al barrio La Macarena; Jenny Flórez de Ospina Pérez Y Marruecos y Ermencia Rojas por el barrio San Juan. La primera reina del carnaval fue la señorita Hortensia Pérez Barboza que representó al barrio San Francisco.
A partir de ese año Corozal ha realizado ininterrumpidamente con gran entusiasmo y alegría las fiestas del carnaval, es decir, que en el año 2012 Corozal celebrará el carnaval número 45.
Siendo la primera ciudad del departamento que realiza éstas fiestas. Las cuales han sido, son y seguirán siendo la identidad del corozalero en las sabanas de Sucre y se busca también que tengan gran renombre en toda la comarca costeña y el país. En sus inicios la financiación del Carnaval era de la misma comunidad de cada sector, esta se obtenía con aportes en dineros, en especies, a través de la venta de bonos, rifas y espectáculos bailables entre otras actividades, la administración municipal a pesar de comprometerse con ciertos recursos estos no son suficientes para el gasto de cada una de las candidatas participantes.
Los habitantes de cada sector o barrio elaboraban sus carrozas, los vestidos o disfraces, las coronaciones de cada candidata de barrio y toda la parafernalia que se requería para participar y ser el mejor sector, no solo por la belleza y entusiasmo de su representante, sino, por la “barra” que más apoyara a su niña, por ser el sector que: más disfraces hacia, por la mejor carroza y la mejor coronación de barrio, al igual que el sector que mejor grupo de músicos presentara con sus tambores, gaitas y pitos, así mismo la que se destacara con la presentación de los espectáculos bailables o casetas. Entre estas tuvieron mucha fama el “Mapalè de la 22 del barrio San José; la “vara santa” de San Francisco o San Pacho; la “35ª” de la Macarena; la “Caña brava” de San Miguel; en èstas casetas se presentaron no solo agrupaciones de la región, sino, también agrupaciones de otras partes de Colombia y también de Venezuela. Luego se destacaron otras casetas como la “Rumbera del Vietnam”del barrio las lomas, “La Brillantina” Y EL “Club La Cabaña” del barrio San Juan, La del parquesito entre otras. Regularmente èstos sitios eran solares que se acondicionaban para esos eventos o calles que se cerraban con el respectivo permiso de las autoridades competentes.

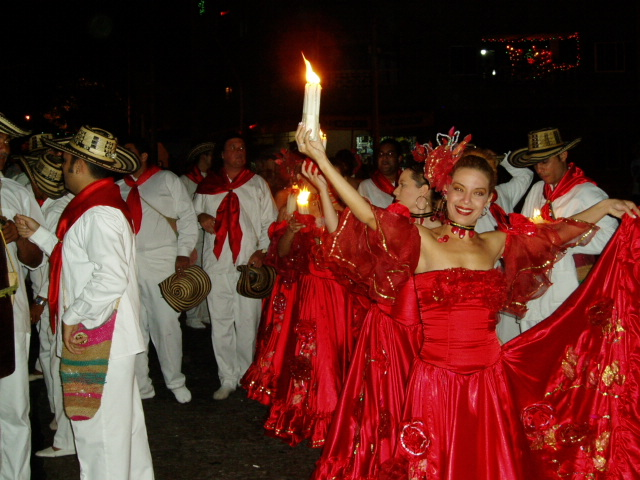
Cumbiamba La Pollera Colorá.

De igual manera los sitios escogidos para las coronaciones en un principio era la plaza principal, luego para poder recaudar cierto dinero se pasó al teatro avenida y al Cine Bolívar, pero como el carnaval se iba haciendo grande y el número de habitantes crecía todos estos eventos se trasladaron al estadio de béisbol 8 de diciembre.
De los sectores que iniciaron el carnaval de Corozal, se desprendieron otros barrios que también entraron a participar en el carnaval, tales como Las Lomas, Valparaíso, El Parquesito, San Ignacio, y otros nuevos sectores que se fundaron como Dajer Chadid, La Concepción, el 8 de diciembre, 12 de octubre, El Tendal, Las Brisas, El Jardín entre otros.
El carnaval se ha constituido en la más grande fiesta no solo de los corozaleros, sino, de toda la región sabanera, en ella participan gran diversidad de gentes que desbordan todas sus energías, alegrías y entusiasmo con el fin de contagiar al vecino, al amigo y al visitante. Es un derroche de cultura, folclor y fantasía, que vive desde el inicio del carnaval con la lectura del bando, hasta el entierro de Joselito el martes de carnaval.
En el carnaval de Corozal también se destacan los conjuntos de músicos locales a través de la participación o concurso de agrupaciones folclóricas, los compositores que le cantan a èstas fiestas, la expresión de los coreógrafos en cada comparsa, la inventiva a través de las letanías de cada sector, el desenfreno de algunos disfraces y en fin la alegría del pueblo corozalero que cada día ama más esta fiesta la del Rey Momo.

#### Carnavalito de Corozal
El carnavalito infantil es un evento donde participan todas las instituciones educativas del municipio de Corozal, con sus carretas como carrozas, con sus disfraces, conjuntos de pitos, gaitas, bailes de músico, bailarines y todo lo necesario para rumbear en el carnaval, en donde las madres de familia, la comunidad educativa y el pueblo en general sale a disfrutar con la alegría de los niños y niñas de Corozal, que contagian con su inocencia y sus disfraces a todo el pueblo. Este carnavalito es sinónimo que estas fiestas tienen un futuro promisorio con la participación de la niñez.

#### Noches Corozaleras
Otros de los eventos que forman parte del carnaval es la gran “NOCHE COROZALERA” llamada así en honor al tema del mismo nombre del compositor y músico de la tierra Pedro Salcedo. Este certamen es muestra del folclor sabanero costeño y colombiano, en él participan además de las reinas de cada sector o barrio, comparsas de otros municipios de Sucre y de la costa norte e invitados de Colombia, al igual que el carnavalito o carnaval infantil se hace un recorrido por las principales calles del municipio. el personaje histórico de esta fiesta es el torito de becerril luis mora y el tres veces campeón mundial pesos pesados roger el pulga mogollón.

#### El festival nacional del corozo
Reforzando la creencia que el nombre del municipio de Corozal Sucre, se deriva de la abundancia de la palma de corozo que crecía silvestre en su territorio a la llegada de los colonizadores españoles, la Fundación Cultural folclórica de sabana “FUCFSA”,  de la mano de Juan Bautista Domínguez Pérez, crea en el año 1993 el “Festival del Corozo” como un evento cultural y folclórico que facilitaría la puesta en común de los valores tradicionales de los hijos de esta tierra hidalga.
Los primeros años de este certamen corrieron paralelos con las fiestas populares de carnavales, dedicando su esfuerzo a homenajear el diabolín y el mote de queso y a destacar las virtudes de los jóvenes compositores y exponentes del folclor y la canción inédita.
En lo sucesivo este evento ha tomado relevancia departamental y nacional, convirtiéndose en el “Festival Nacional del Corozo”,  cuyo escenario, con calendario propio, sirve de encuentro a los principales compositores,  verseadores, acordeonero infantil y aficionado de todas las latitudes, para cerrar con el singular concurso de “tomadores de chicha de corozo”, con lo cual recupera la esencia de su creación.
De ahí que, en el mes de septiembre de cada año,  la Plaza de Bolívar de la ciudad de Corozal se engalane con los concursantes y artistas invitados para rendirle homenaje a los juglares vivos de esta cálida tierra.
Es de anotar que este festival se realiza mediante la concertación "FUCFSA" - Ministerio de Cultura - Alcaldía Municipal de Corozal. Este evento ha sido institucionalizado mediante Acuerdo municipal 016 de 2002 y declarado de interés cultural para el Departamento de Sucre mediante Ordenanza 08 de 2005.

#### Concurso maja Colombia – maja mundial
Como una simpática iniciativa de los miembros de la junta directiva del Club Campestre de Corozal, en el año de 1970, nace el Reinado Interclubes Maja Colombia con el propósito de integrar a los clubes sociales del Caribe colombiano.

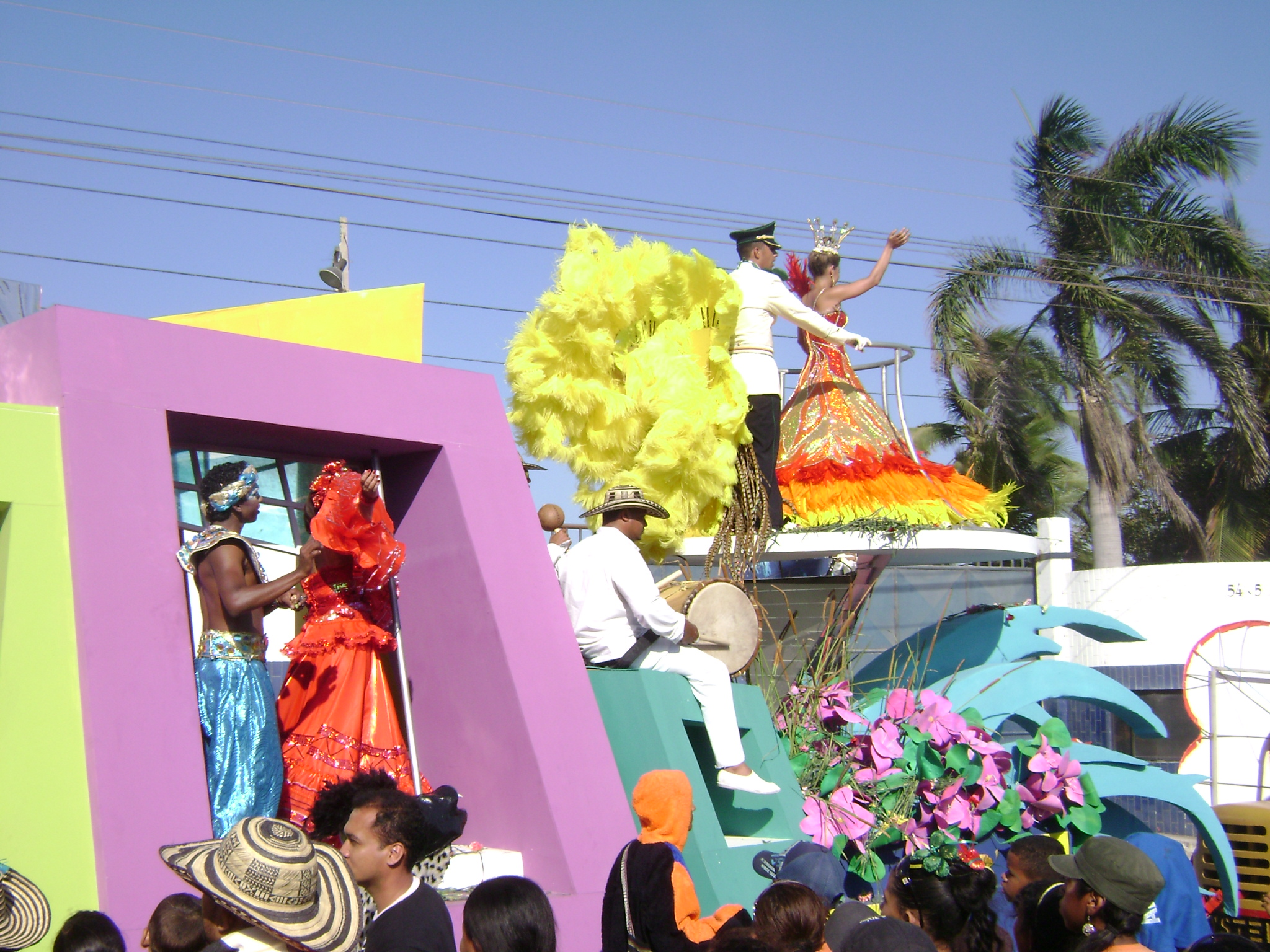
Carroza.

El término “maja”, se usa habitualmente en España para designar a una mujer guapa,  aunque en realidad, la palabra es de origen Hindú-Gitano y significa “magia”. En el caso de Miss Maja, las concursantes deben tener esa cualidad y además, deben ser simpáticas, elegantes, naturales, caritativas y muy inteligentes.
Este certamen que con frecuencia es catalogado como “las fiestas galantes de los colombianos”, por ser una mezcla entre la idiosincrasia criolla y la belleza de la mujer prestante, ha venido tomando relevancia, año tras año, al asegurar la participación de los clubes y centros sociales más exclusivos del País y del mundo entero, incluidas las más destacadas Agencias de Modelaje; convirtiéndose sin duda alguna, en uno de los eventos de mayor proyección nacional e internacional con que cuenta el País.
No en vano, por las calles de la hidalga Corozal, en el mes de diciembre, vestidas de manola y en sus Carretas del Rocío han desfilado hermosas candidatas como Piedad Zuccardi, actual Senadora de la República y quien fuera la primera reina de este certamen; Isabella Santodomingo famosa periodista y actriz Colombiana, segunda Miss Maja;  Silvia Tcherassi, afamada diseñadora de moda;  Martha Liliana Ruiz reconocida actriz de teatro y televisión; y más recientemente la canadiense Natalie Glebova quien fuera coronada Miss Universo el 31 de mayo de 2005, después de ocupar el tercer lugar en el concurso Miss Maja Internacional 2004 en Corozal

#### Las Corralejas en Corozal
Esta importante fiesta popular, que según criterio histórico, naciera en las haciendas por el manejo que se le daba al ganado al momento de descornarlo, herrarlo o curarlo, se realiza en Corozal en el mes de diciembre, desde el año 1933.

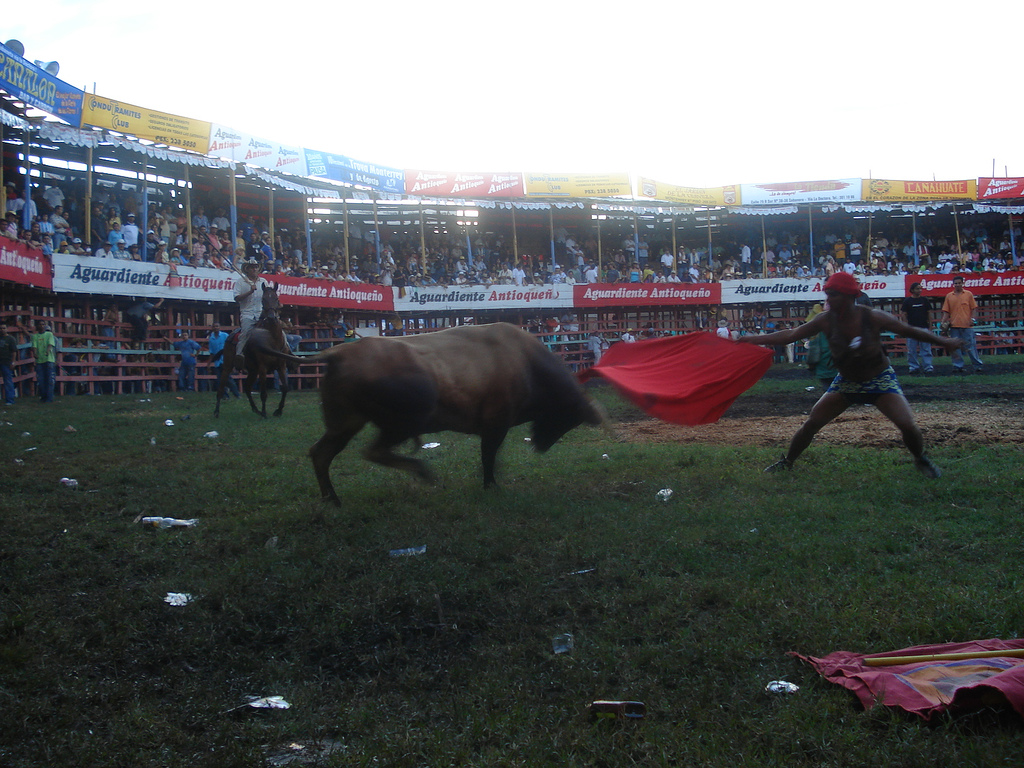
La corraleja en Corozal.

En sus inicios, se celebraban tres (3) días de toros, como lo expresaba la gente de esa época, y la corraleja se construía en lo que hoy es la plaza de Bolívar o centro de la ciudad. El escenario de las fiestas se realizaba en tres rectángulos construidos con horcones o madrinas, a los cuales se les colocaban horizontalmente cañas o guaduas que eran amarradas con bejuco malebú. El mayor de los rectángulos, que al incursionar la radio fue llamado cuadrilátero era donde se jugaban los 40 toros por día, los otros dos, llamados chiqueros se destinaban, uno para los toros que iban a ser jugados, hoy lidiados, y el otro para los toros jugados. Cada chiquero contaba con un portón hecho en caña y forrado con zinc el cual se abría totalmente para sacar o guardar el toro, lo que frecuentemente provocaba la salida de más de un astado, un ingrediente más para animar la fiesta. La corraleja, comparándola con los redondeles construidos en la actualidad, era de dimensiones pequeñas y alrededor y encima de ella se agolpaban los amantes de estas efemérides para disfrutar del espectáculo, ya que no existían palcos.
Los toros jugados eran totalmente criollos y provenían de las fincas aledañas pertenecientes a ganaderos corozaleros, siendo los más destacados: Zeze Badel, Nelson y Rodrigo Martelo. El traslado de los toros se hacía por las calles, dirigidos por caballos y con cantos de vaquería, lo cual era un espectáculo que daba inicio al día de fiesta.
La celebración de las corralejas en el centro de Corozal se extendió hasta el año 1957, ya para ese año, el cuadrilátero contaba con la construcción de un palco en un lado del mismo, donde se acomodaba el dueño de los toros y su allegados, la junta organizadora y en sector aparte, un pequeño grupo de personas quienes pagaban por ese servicio. Desde el año 1958 la corraleja se trasladó a la plazoleta la Macarena, donde hoy funciona la plaza de mercado, allí se fue ampliando la construcción de los palcos, hasta cubrir los cuatro lados de la plaza de toros y alcanzar con el tiempo un total de cuatro (4) pisos. A partir del año 1974 la fiesta en corraleja de Corozal dejó de realizarse y luego, con el apoyo del alcalde Julio Medina Ramos a partir del año 2000 se restablecieron en la plaza el mangón, al lado de la vía que comunica con la cabecera municipal de San Juan de Betulia. Hasta el año 2008 su realización ha sido ininterrumpida, aunque su lugar de realización se distribuye entre la plaza el mangón, una improvisada plazoleta cerca al Batallón de Infantería de Marina y otra en predios aledaños al antiguo reten, al margen de la troncal de occidente a la salida a Cartagena.

#### Carreras de caballo en honor a Santa Ana
A finales del mes de julio, entremezclada con la religiosidad católica, los amantes de la caballería organizan dos días de “carreras de caballo” en honor a la virgen Santa Ana, tiempo en el cual realizan sus apuestas en medio de música y acrobacias, generalmente a pelo (sin sillas) o sobre taburetes, hamacas, etc., que se desarrolla sobre terreno destapado, dentro de una zona y distancia determinada.
“Carreras de Caballo”. Frase de uso coloquial a finales del mes de julio, la cual expresa otra conmemoración del patrimonio popular de esta festiva ciudad, en donde por espacio de dos días, a lo largo de un terreno previa y cuidadosamente preparado se corren caballos por parejas, en donde se apuesta la casa, la finca, la suegra y tantas cosas que surjan en la mente cada vez más distorsionada por el alcohol, de intrépidos jinetes, los cuales se valen de diferentes objetos para deleitar con osadas acrobacias, premiadas con aplausos y trago del público apostado en improvisadas casetas a lo largo del recorrido,  quienes al igual que los jinetes, disfrutan de licor y la música de banda y de equipos de sonidos o pick up.

### Televisión
Las Juanas es una telenovela colombiana de Bernardo Romero Pereiro, producida por RCN Televisión en 1997. La novela contó con un gran éxito tanto a nivel nacional como internacional, es considerada un clásico dentro de las novelas Colombianas fue producida por Amparo de Gómez y dirigida por Tony Navia .
La telenovela esta protagonizada por Angie Cepeda, Rafael Novoa, Catherine Siachoque, Orlando Lamboglia, Carolina Sabino, Nicolás Tovar, Xilena Aycardi, Jorge Cárdenas, Susana Torres y Freddy Flórez, cuenta con las participaciones "antagónicas" de Katherine Vélez, Miguel Varoni, Evelyn Santos y la primera actriz Judy Henríquez y además cuenta con las participaciones estelares de Mile Vergara, el primer actor Pepe Sánchez, Fernando Villate, Astrid Junguito, Iván Rodríguez, Miguel Oliver Blanco, Alfonso Peña y Rafael Cardoso .

### Cine
En esta localidad, a principios del año 2015, se grabó Matrem Cortometraje[  ], contando con talentos de la localidad, como la artista plástica Clementina Mariposa y Ezequiel Pérez. Sus locaciones de grabación fueron principalmente la Casa Museo Clementina Mariposa y calles del municipio. Su productor general fue Hugo Angarita Espinosa, y su director, José Alejandro Suárez. Este cortometraje ha ganado las siguientes selecciones oficiales, en tan solo dos meses de iniciar el proceso de postulación:
- • Muestra Internacional de Cine "Sincelejo mi cine" 2015
- • Selección Oficial #SiembraFest Guaduas 2015
- • Selección Oficial Festival de cine Al carrete 2015
- • Selección oficial de la Muestra Audiovisual Cine Sinú 2015
- • Selección oficial del Wiper film festival 2015, NY, USA
- • Selección oficial del Mapocho hood film festival, Chile
- • Selección oficial del Festival de Cine de los Cerros de Valparaíso,Chile
- • Selección oficial del Busan International short film festival (BISFF), Corea del Sur

Nota del productor: "Matrem Cortometraje es cine átomo, este se define como el arte de hacer cine de calidad a costos muy bajos, reduciendo al máximo los recursos convencionales de producción, la técnica como reparto, aportando en compensación una elevada creatividad al contenido. El grupo conformado por 6 personas tuvo que actuar con gran conciencia de equipo, llenando eficazmente todo vacío, complementando cada acción con elevada mística y compromiso. Decido apoyar al proyecto Matrem, ya que tiene alto contenido de aquel thriller psicológico de antaño, un punto de suspenso, aquel que nos logra sacar por momentos, de la temporalidad, donde los personajes no confían en su fuerza física para vencer a sus enemigos, sino más bien en sus recursos mentales, donde los enemigos son internos (locura, fobias, impulsos, sentimientos, temores), donde los conflictos se juegan en la mente, el engaño y la manipulación, demuelen el equilibrio mental del oponente, todos presentes en Matrem. Es así que a través de la armonía de narrativas y técnicas, de la planeación y la creación artística, de las posibilidades prioritarias y posibilidades reales, concebimos este producto alternativo e independiente de la norma al que se está llevando por lo general al cine colombiano." Ver tráiler del cortometraje: [  ] Ver el cortometraje completo acá 

## Vías de comunicación

### Aéreas
- Aeropuerto Las Brujas

### Terrestres
Eje vial principal de comunicación con la capital del Departamento, carretera troncal de occidente.
- •	Vía a Cartagena: teniendo comunicación con los Municipios de Los Palmitos, Ovejas, San Pedro, Buenavista entre otros.
- •	Vía a Montería: teniendo comunicación con los Municipios de Sincelejo, Sampues, Chinú, Sahagún, etc.
- •	Vía a San Juan de Betulia: teniendo comunicación con los Municipios de San Juan de Betulia, Since, Galeras.
- •	Vía al mar: teniendo comunicación con los Municipios de Sincelejo, Toluviejo, Tolu, Coveñas.

## Sitios turísticos y de interés
Corozal se caracteriza por su arquitectura de estilo republicano, neoclásico y vanguardista de los años 60 y 70, así como por mantener construcciones clásicas de estilo típico hechas en bahareque y paja. Los primeros estilos están, en su mayoría, en torno de la plaza central o parque principal y hacia la periferia se va observando el contraste que genera el mantenimiento de las construcciones más autóctonas.
El aeropuerto nacional Las Brujas es un lugar donde se pueden ver llegar y despegar variedades de aeronaves.
La catedral San José de Corozal con su imponente arquitectura colonial y de estilo republicano con ropajes en finos mármoles y otros materiales.
Paisajes sabaneros.

### Platos típicos
- Patacón con queso, mote de queso, mote de guandú, arroz con coco, diabolín, jugo de tamarindo, jugo de corozo.

## Estructura organizacional municipal
| Corozal      | Corozal     | Corozal                    |
| Departamento | Código DANE | Categoría municipal (2023) |
| ------------ | ----------- | -------------------------- |
| Sucre        | 70215       | Sexta                      |

- Personería: Es un centro del Ministerio Público de Colombia que ejerce, vigila y hace control sobre la gestión de las alcaldías y entes descentralizados; velan por la promoción y protección de los derechos humanos; vigilan el debido proceso, la conservación del medio ambiente, el patrimonio público y la prestación eficiente de los servicios públicos, garantizando a la ciudadanía la defensa de sus derechos e intereses.

- Concejo Municipal: Es la suprema autoridad política del municipio. En materia administrativa sus atribuciones son de carácter normativo. También le corresponde vigilar y hacer control político a la administración municipal. Se regulan por los reglamentos internos de la corporación en el marco de la Constitución Política Colombiana (artículo 313) y las leyes, en especial la Ley 136 de 1994 y la Ley 1551 de 2012.

Constituido por 15 concejales por un periodo de 4 años. 
- Alcaldía Municipal: En esta se encuentra la administración municipal y las entidades descentralizadas del municipio.

El alcalde se pronuncia mediante decretos y se desempeña como representante legal, judicial y extrajudicial del municipio. El actual alcalde municipal es Bairon Ospina Trespalacios (2024-2027), elegido por voto popular.
- JAL. Sin constitución alguna en los corregimientos del municipio.